# 艾馬希亞體育會
艾馬希亞體育會（英語：Al-Markhiya Sports Club）是卡塔爾一家足球球會，位於多哈，於1995年球會成立，前稱「伊迪法克」（Al-Ittifaq）。

## 榮譽
- 卡塔爾乙級足球聯賽

冠軍 (5): 1995年, 1996年, 1997年, 1999年, 2017年

## 外部連結
- 官方網站 （页面存档备份，存于）